# Хенераль-Бельграно (округ)
Округ Хенераль-Бельграно (ісп. General Belgrano) — адміністративно-територіальна одиниця 2-ого рівня у провінції Буенос-Айрес в центральній Аргентині. Адміністративний центр округу — Хенераль-Бельграно (ісп. General Belgrano).
Населення округу становить 17365 осіб (2010). Площа — 1843 кв. км.

## Історія
Округ заснований у 1891 році.

## Населення
У 2010 році населення становило 17365 осіб. З них чоловіків — 8483, жінок — 8882.

## Політика
Округ належить до 5-ого виборчого сектору провінції Буенос-Айрес.